# Henkelodon
Henkelodon is een geslacht van kleine uitgestorven zoogdieren uit het Laat-Jura. Het was een relatief vroeg lid van de orde Multituberculata. Henkelodon was een Europese herbivoor die leefde tijdens het tijdperk van de dinosauriërs. Het maakt deel uit van de onderorde Plagiaulacida en de familie Paulchoffatiidae.
De typesoort Henkelodon naias  werd benoemd in 1977 door Gerhard Hahn. De geslachtsnaam betekent 'Henkel's tand' en eert Siegried Henkel door diens naam te verbinden met een Grieks odoon, 'tand'. De soortaanduiding betekent 'waternimf' in het Grieks
Fossiele overblijfselen van Henkelodon naias werden ontdekt in de Alcobaçaformatie uit het Kimmeridgien (Laat-Jura) van Guimarota, Portugal. Het  holotype, V. J. 5-115a-b, bestaat uit de opgaande tak van een rechteronderkaak. Verder zijn er twee linkeronderkaken en losse tanden toegewezen.
Ook in 1977 werd Kuehneodon guimarotensis Hahn, 1969 door Hahn hernoemd tot een Henkelodon guimarotensis.
De onderkaken zijn minder dan anderhalve centimeter lang. 
De volwassen eerste kiezen hebben zeven knobbels.